# Tatsuya Uchida
Tatsuya Uchida (内田 達也 Uchida Tatsuya?), född 8 februari 1992 i Hyōgo prefektur, är en japansk fotbollsspelare.
Uchida började sin karriär 2010 i Gamba Osaka. Med Gamba Osaka vann han japanska ligan 2014, japanska ligacupen 2014 och japanska cupen 2014, 2015. 2017 flyttade han till Tokyo Verdy. Han spelade 97 ligamatcher för klubben.